# Facundo Bernal
Facundo Bernal Cruz (Montevideo, 21 agosto 2003) è un calciatore uruguaiano, centrocampista del Fluminense.

## Carriera

### Club
Cresciuto nel settore giovanile dello Defensor Sporting, ha esordito in prima squadra il 3 giugno 2021 disputando l'incontro di Segunda División vinto 2-1 contro il Rocha. L'anno seguente ha invece esordito in prima divisione.

### Nazionale
Il 30 maggio 2024 ha esordito in nazionale maggiore nella partita amichevole disputata contro la Costa Rica e conclusasi sullo 0-0 giocando da titolare 79 minuti prima di essere sostituito dal compagno di squadra Cartagena.

## Statistiche

### Presenze e reti nei club
Statistiche aggiornate al 30 giugno 2025.
| Stagione                 | Squadra                  | Campionato               | Campionato | Campionato | Coppe nazionali | Coppe nazionali | Coppe nazionali | Coppe continentali | Coppe continentali | Coppe continentali | Altre coppe | Altre coppe | Altre coppe | Totale | Totale |
| Stagione                 | Squadra                  | Comp                     | Pres       | Reti       | Comp            | Pres            | Reti            | Comp               | Pres               | Reti               | Comp        | Pres        | Reti        | Pres   | Reti   |
| ------------------------ | ------------------------ | ------------------------ | ---------- | ---------- | --------------- | --------------- | --------------- | ------------------ | ------------------ | ------------------ | ----------- | ----------- | ----------- | ------ | ------ |
| 2021                     | Defensor Sporting        | SD                       | 11+4       | 0          | -               | -               | -               | -                  | -                  | -                  | -           | -           | -           | 15     | 0      |
| 2022                     | Defensor Sporting        | PD                       | 21         | 0          | CU              | 3               | 1               | -                  | -                  | -                  | -           | -           | -           | 24     | 1      |
| 2023                     | Defensor Sporting        | PD                       | 12         | 0          | CU              | 5               | 0               | -                  | -                  | -                  | -           | -           | -           | 17     | 0      |
| gen.-lug. 2024           | Defensor Sporting        | PD                       | 20         | 1          | CU              | 0               | 0               | CL                 | 2                  | 1                  | SU          | 1           | 0           | 23     | 2      |
| Totale Defensor Sporting | Totale Defensor Sporting | Totale Defensor Sporting | 64+4       | 1          |                 | 8               | 1               |                    | 2                  | 1                  |             | 1           | 0           | 79     | 3      |
| ago.-dic. 2024           | Fluminense               | A/RJ+A                   | 0+15       | 0          | CB              | -               | -               | CL                 | 3                  | 0                  | RS          | -           | -           | 18     | 0      |
| 2025                     | Fluminense               | A/RJ+A                   | 8+6        | 0          | CB              | 0               | 0               | CS                 | 4                  | 0                  | Cmc         | 3           | 0           | 21     | 0      |
| Totale Fluminense        | Totale Fluminense        | Totale Fluminense        | 8+21       | 0          |                 | 0               | 0               |                    | 4                  | 0                  |             | 3           | 0           | 39     | 0      |
| Totale carriera          | Totale carriera          | Totale carriera          | 97         | 1          |                 | 8               | 1               |                    | 6                  | 1                  |             | 4           | 0           | 118    | 3      |

### Presenze e reti in nazionale
| Cronologia completa delle presenze e delle reti in nazionale ― Uruguay | Cronologia completa delle presenze e delle reti in nazionale ― Uruguay | Cronologia completa delle presenze e delle reti in nazionale ― Uruguay | Cronologia completa delle presenze e delle reti in nazionale ― Uruguay | Cronologia completa delle presenze e delle reti in nazionale ― Uruguay | Cronologia completa delle presenze e delle reti in nazionale ― Uruguay | Cronologia completa delle presenze e delle reti in nazionale ― Uruguay | Cronologia completa delle presenze e delle reti in nazionale ― Uruguay |
| Data                                                                   | Città                                                                  | In casa                                                                | Risultato                                                              | Ospiti                                                                 | Competizione                                                           | Reti                                                                   | Note                                                                   |
| ---------------------------------------------------------------------- | ---------------------------------------------------------------------- | ---------------------------------------------------------------------- | ---------------------------------------------------------------------- | ---------------------------------------------------------------------- | ---------------------------------------------------------------------- | ---------------------------------------------------------------------- | ---------------------------------------------------------------------- |
| 30-5-2024                                                              | San José                                                               | Costa Rica                                                             | 0 – 0                                                                  | Uruguay                                                                | Amichevole                                                             | -                                                                      | 79’                                                                    |
| Totale                                                                 |                                                                        | Presenze                                                               | 1                                                                      |                                                                        | Reti                                                                   | 0                                                                      |                                                                        |

## Palmarès

### Club

#### Competizioni nazionali
- Copa Uruguay: 2

Defensor Sporting: 2022, 2023